# Hadjout
Hadjout è un comune dell'Algeria, situato nella provincia di Tipasa. La città era nota come Marengo ai tempi della colonizzazione francese.

## Letteratura
Hadjout, con il vecchio nome di Marengo, fa in parte da ambientazione al romanzo Lo straniero di Albert Camus, essendo la sede della casa di riposo in cui muore la madre del protagonista Meursault.